# 聞人運昌
聞人運昌（？—1646年10月22日（隆武二年九月戊午）），字天祥，江西建昌府南城縣人，明朝、南明政治人物。

## 生平
聞人運昌身體白胖，留著長鬍子，少年傾慕文天祥的為人，因此取「天祥」為字。盜寇作亂，他以才能與謀略獲授雲夢知縣。永寧王朱由𣚅起兵，聞人運昌率眾歸附，二人對談談得很高興，朱由𣚅稱呼他為「聞髯」。之後他轉任監軍僉事，隆武元年（1645年）十月清軍包圍撫州，他計劃奪取建昌截斷清軍後路；朱由𣚅命令他守住界山關，但只得數百名士兵。朱由𣚅被擒，鄭彩離開，他卻不離去。次年（1646年）元旦，聞人運昌被擒，適逢表兄朱某是清將而釋放他，暗地走入福建。九月，譚淐戰死，他也被抓到，送往撫州，寫下絕命詞絕食，又作歌訣別母親妻子，不停罵清軍而死。

## 引用
1. 1 2  錢海岳《南明史·卷二·本紀第二》：（隆武二年九月）戊午，主事譚淐戰南豐熊村，死之。僉事聞人運昌攻撫州死之。
2. 1 2  錢海岳《南明史·卷四十九·列傳第二十五》：（聞人）運昌，字天祥，南城人。肥白長髯。少慕文天祥之為人，因以為字。寇起，上策干當事，授雲夢知縣。（永寧王）由𣚅起兵，以眾歸之，與語大悅，呼曰聞髯。
3. ↑  錢海岳《南明史·卷四十九·列傳第二十五》：遷監軍僉事，（隆武元年十月）清圍撫州，謀間取建昌，絕其歸路。由𣚅命守界山關，兵止數百，由𣚅執，（鄭）彩走，運昌獨不去。二年元旦，被執，會外兄朱甲為清將得免，間行入閩。（譚）淐戰死，運昌亦被執至撫州，賦絕命詞不食，作歌別母妻，罵不絕口死。